# Lita Roza
Lilian Patricia Lita Roza (Liverpool, 14 marzo 1926 – Londra, 14 agosto 2008) è stata una cantante inglese.
La sua canzone più nota, (How Much Is) That Doggie in the Window? (1953), è la prima di un'artista femminile britannica ad aver raggiunto la posizione numero 1 della UK Singles Chart.

## Biografia

### Primi anni di vita
Nata a Liverpool nel 1926, Lita Roza era la maggiore di sette fratelli. Suo padre, un fisarmonicista e pianista dilettante di origini filippine che suonava nei locali notturni di Liverpool, le trasmise la passione per la musica.
Si esibì su un palcoscenico per la prima volta quando, all'età di dodici anni, fece una pantomima. Tre anni dopo lavorò assieme al comico Ted Ray. A sedici anni lavorò come cantante nel nightclub New Yorker di Southport guadagnando 5 sterline a settimana. Poco dopo iniziò a lavorare con alcuni complessi, tra cui quelli di Harry Roy e Edmundo Ros.
Raggiunti i diciotto anni, Roza sposò uno statunitense e andò a vivere con lui a Miami. Divorziò poco più tardi. Tornò in Europa al termine della seconda guerra mondiale.

### Successo
Roza divenne la cantante solista del bandleader Ted Heath nel 1950. La cantante esordì da solista con alcuni singoli nei primi anni cinquanta tra cui (How Much Is) That Doggie in the Window? (1953), una cover di un brano di Patti Page. Sebbene l'artista non apprezzasse per nulla quella canzone (non la interpretò mai durante i suoi concerti), la traccia è la prima di una donna ad aver raggiunto la posizione numero 1 della UK Singles Chart. Ottenne successi meno consistenti con le sue cover di Hey There (1955) e Jimmy Unknown (1956), entrate rispettivamente alle posizioni numero 17 e 15. Roza fece anche un cameo nel film del 1955 La poltrona vuota.
Secondo dei sondaggi rivolti ai lettori di New Musical Express e Melody Maker, Roza era la migliore cantante britannica del decennio. L'artista partecipò alle selezioni per rappresentare il Regno Unito alle edizioni del 1957, del 1959 e del 1960 all'Eurovision Song Contest. Tuttavia non venne mai scelta.
Nel 2001 Roza presiedette la cerimonia di inaugurazione del Liverpool Wall of Fame, che occupa parte della parete esterna del Cavern Club.

### Morte
Roza morì nel 2008 all'età di 82 anni.

## Discografia

### Singoli
- 1951 – Allentown Jail
- 1951 – I'm Gonna Wash That Man Right Outa My Hair
- 1952 – My Very Good Friend
- 1952 – Oakie Boogie
- 1952 – Love, Where Are You Now?
- 1953 – (How Much Is) That Doggie in the Window?
- 1953 – Seven Lonely Days
- 1953 – Crazy Man, Crazy
- 1954 – Changing Partners
- 1954 – Make Love to Me
- 1954 – Secret Love
- 1954 – Skinnie Minnie (Fishtail)
- 1954 – Call off the Wedding
- 1955 – Heartbeat
- 1955 – Let Me Go Lover
- 1955 – Tomorrow
- 1955 – Two Hearts, Two Kisses (Make One Love)
- 1955 – The Man in the Raincoat
- 1955 – Hey There
- 1956 – Jimmy Unknown
- 1956 – Too Young to Go Steady
- 1956 – No Time for Tears
- 1956 – Innismore
- 1956 – Hey! Jealous Lover